# Vršac
Vršac (srp. Вршац, mađ.: Versec, Versecz, nje.: Werschetz, rum.: Vârşeţ, tur.: Virşac) je grad u autonomnoj pokrajini Vojvodini, u Republici Srbiji.

## Zemljopis
Grad Vršac, jedan od najstarijih banatskih gradova, nalazi se na jugoistočnom dijelu Panonske nizine, u podnožju Vršačkih planina. Leži sjeveroistočno od Beograda na 83. kilometru međunarodne magistralne ceste prema Rumunjskoj, od koje je udaljen 14 km. Vršac odlikuje dobra povezanost s okolnim mjestima, kao i gradovima u ovom dijelu Vojvodine, i to kako cestovnim tako i željezničkim prometom. U samom Vršcu nalazi se željeznički granični prijelaz prema Rumunjskoj, a cestovni kod Vatina.
Vršac leži u samom podnožju Vršačkih planina. U njegovoj neposrednoj blizini nalaze se depresije Velikog i Malog rita, potočne doline, lesne zaravni, a na maloj udaljenosti nalazi se i Deliblatska pješčara, specifičan zemljopisni kompleks i jedno od najvećih pješčanih prostranstava u Europi.
Vršačke planine, na krajnjem jugoistoku Banata, zauzimaju površinu od oko 170 km². Imaju pretežno karakteristike brdsko-brežuljkastih predjela čiji središnji dio ima planinski karakter. Počinjući s brdima Kapela (252 m) i Kula (399 m) nad samim gradom, prostiru se na istoku sve do rječice Černe u Rumunjskoj, na sjevernoj strani okružene su Markovačkim potokom i Malim Ritom u koji se strmo spuštaju. S južne strane blago opadaju i završavaju dolinama potoka Mesića i Guzajne. U uzdužnom profilu, na pravcu istok-zapad nalaze se najveći vrhovi, među kojima dominira Gudurički vrh (641 m), ujedno i najviši vrh u Vojvodini. Južna i sjeverna podgorina ispresijecane su vododerinama i potočnim dolinama.
Klima je umjereno-kontinentalna, sa sljedećim obilježjima: duga i topla ljeta, nešto hladnije, a ponekad hladne i snježne zime, svježija i kraća proljeća, dok su jeseni duže i toplije. Posebnu specifičnost Vršcu daje košava. Najčešće puše u rano proljeće i kasnu jesen, odnosno u hladnijoj polovici godine. Brzina košave je promjenljiva i kreće se od 18 do 40 km na sat, a pojedini udari i do 140 i više km na sat. Osim košave puše i sjeverac i sjeverozapadni vjetar.
Vršački predio je prilično siromašan vodotokovima prirodnog porijekla. Jedina rijeka je Karaš, koji izvire u Rumunjskoj i protječe nedaleko od Vršca. Mesić, najveći od nekoliko potoka, izvire u brdima iznad istoimenog sela i protiče kroz sam grad. Na teritoriju južnog Banata izgrađena je od 18. stoljeća do danas, čitava mreža kanala za odvođenje atmosferskih i podzemnih voda. Najveći je kanal Dunav – Tisa – Dunav, koji prolazi na oko desetak kilometara od Vršca. U samom gradu je umjetno jezero koje je uređeno kao gradsko kupalište, a u blizini, u Velikom Ritu postoji ribnjak površine 906 hektara, poznat i kao stanište velikog broja vrsta barskih ptica i druge divljači.
U životinjskom svijetu Vršačkih planina ima srna, divljih svinja, zečeva, divljih mačaka, lisica, a u prolazu se zadržavaju i vukovi. Iz ptičjeg svijeta zastupljeni su: divlja patka i guska, divlji golub, jarebica, fazan, veliki i mali djetlić, kraguj, pupovac, a od grabljivica, jastreb, mišar, orao, sova i sokol. Na području Vršca žive: vjeverica, šumski puh, siva i crna vrana, gavran i mnoge druge vrste rijetkih ptica. Jedinstveno gnijezdo u Srbiji ima u Malom Ritu barska šljuka bekasina. Od zmija najzastupljenija je bjelouška, rjeđe šarka, a ima sljepića i smuka. Jedna vrsta zelenog guštera smatra se da je reritet u Vojvodini. U riječnim tokovima i u kanalima ima raznih vrsta riba: štuke, šarana, soma, kečige, karasa i sitne bijele ribe.
Biljni svijet je veoma raznolik. Najviše je trava od kojih poseban značaj ima kostrika. Na Vršačkim planinama rastu: smreka, crni bor, pavit, poljski i brdski brest, bukva, pitomi kesten, više vrsta hrasta, bijeli grab, više vrsta lipa, kupina, šipak, poljska ruža, divlja jabuka i kruška, bijeli i crveni glog, brekinja, oskoruša, rašljika (trn), divlja trešnja, ruj, klokočika, klen, mliječ, žesta, dren, svib, bršljan, kurika, pasrden, bijeli i crni jasen, obična kalina, crvena zova, veprina. Sve su to autohtone biljne vrste. Naknadno unesene drvenaste vrste su: bagrem, jasika, bijela i crna topola, vrba rakita, divlji kesten i razni četinari. Na Vršačkim planinama ima 1.024 vrsta drveća, šiblja i zeljastog bilja. Zna se za 22 biljne zajednice (fitocenoze) i to 10 stepsko-livadskih i 12 šumskih.
Općini Vršac pripadaju sela: Vatin, Mali Žam, Veliko Središte, Markovac, Mesić, Pavliš, Sočica, Jablanka, Vlajkovac, Ritiševo, Kuštilj, Uljma, Izbište, Vojvođinci, Potporanj, Straža, Malo Središte, Šušara, Orešac i Zagajca.

## Povijest
Prvi tragovi naselja na Vršačkom brdu potječu iz vremena prapovijesti. Podgrađe ispod Vršačke kule (srednjovjekovno utvrđenje) visoko je 21 m, sa zidovima debelim 2,5 m. Područje današnjeg grada i okoline bilo je također naseljeno u davnoj prošlosti.
Naselje na ovom mjestu razvilo se u sjeni srednjovekovnog grada kojeg je podigao ugarski kralj Žigmund početkom 15. stoljeća na vrhu brda da bi zaštitio južne granice svoje države od stalnih turskih napada. Uskoro je grad predan srpskom despotu Đurđu koji ga je povezao sa svojim glavnim utvrđenjima južno od Dunava u čvrsti obrambeni sustav.
Godine 1425. srpske izbjeglice s juga nastanile su se u podnožju brijega i svoje naselje nazvali su Podvršac. Već tada ovaj okrug bio je poznat po svojim vinima koja su bila među najtraženijima i najskupocjenijima na ugarskom dvoru. Nakon što su opustošili čitav okrug, Turci su grad zauzeli 1552. no Vršac je i dalje ostao nastanjen Srbima. Ovo se promijenilo nakon 1594. kada su Srbi, u nadi da će se osloboditi u suradnji s austrijskom vojskom, podigli Banatsku bunu: isprva su imali mnogo uspjeha i između ostalih gradova oslobođen je i Vršac, no krajem ljeta Turci su udruženim snagama potukli ustanike i započeli s osvetom. Većina Srba pobjegla je u Erdelj a Vršac je u potpunosti poprimio orijentalni izgled. 1716. Turke je iz grada protjerao vojskovođa Eugen Savojski čime je otvorio novu stranicu u povijesti grada. U grad su uskoro kolonizirani Nijemci iz područja oko rijeke Mozela koji su sobom donijeli nove vinogradarske tehnike koje će Vršac brzo pretvoriti u jedno od središta vinarstva Habsburškog carstva. Brzi privredni uspon okrunjen je dobivanjem povelje slobodnog kraljevskog grada 1817. Grad je znatno nazadovao za vrijeme revolucije 1848. kada su se oko njega borili Srbi i Mađari. Ostatak 19. stoljeća protekao je u miru i napretku koji je presijekla zaraza filoksere koja je zaprijetila uništenjem vinove loze. No, katastrofalne posljedice foloksere brzo su poništene u ovom okrugu planskim sađenjem američkih sorti loze. Najveća etnička promjena nastupila je u posljednjim danima Drugog svjetskog rata kada su lokalni Nijemci izbjegli pred nastupajućom Crvenom armijom. Tada dolazi do sustavne demografske i političke promjene u gradu. Komunisti preuzimaju sve oblike vlasti. Zemlja, imanja, tvornice, zgrade oduzimaju se starosjediocima i dodjeljuju podobnima. Do pedesetih godina 20. stoljeća traje strahovita pljačka, nasilje, maltretiranja i ubijanja, da bi kasnije grad počeo živjeti kao i svi drugi u SFRJ. Osamdesetih godina 20. stoljeća Vršac počinje izlaziti iz privredne tame i razvija izgled uspješnog grada.
U Vršcu je 19. rujna 2020. zahvaljujući nastojanjima predsjednika Podružnice Banat Gorana Kaurića, osnovana Mjesna organizacija Demokratskog saveza Hrvata u Vojvodini. Hrvati su mala manjina u Vršcu od više stotina pripadnika. Većinom su potomci koloniziranih hrvatskih obitelji nakon Drugog svjetskog rata s područja Dalmacije (u gradiću Vršcu i obližnjem selu Gudurici) te u manjem broju potomci ekonomskih migranata iz vremena socijalističke Jugoslavije, koji su došli iz skoro svih područja Republike Hrvatske.

## Stanovništvo
U naselju Vršac živi 36.623 stanovnika, od toga 29.843 punoljetna stanovnika, a prosječna starost stanovništva iznosi 40,0 godina (38,4 kod muškaraca i 41,4 kod žena). U naselju ima 12.893 domaćinstava, a prosječan broj članova po domaćinstvu je 2,79.
Prema popisu iz 1991. godine u naselju je živjelo 2.973 stanovnika.
| Etnički sastav 2002. |            |        |
| Narod                | Stanovnika | %      |
| Srbi                 | 28.372     | 77,47% |
| Mađari               | 1.800      | 4,91%  |
| Rumunji              | 1.734      | 4,73%  |
| Jugoslaveni          | 848        | 2,31%  |
| Romi                 | 644        | 1,75%  |
| Makedonci            | 303        | 0,82%  |
| Hrvati               | 204        | 0,55%  |
| Crnogorci            | 190        | 0,51%  |
| Slovaci              | 132        | 0,36%  |
| Slovenci             | 99         | 0,27%  |
| Česi                 | 88         | 0,24%  |
| Bugari               | 87         | 0,23%  |
| Nijemci              | 85         | 0,23%  |
| Albanci              | 33         | 0,09%  |
| Muslimani            | 30         | 0,08%  |
| Rusi                 | 19         | 0,05%  |
| Ukrajinci            | 11         | 0,03%  |
| Bunjevci             | 8          | 0,02%  |
| Vlasi                | 4          | 0,01%  |
| Rusini               | 3          | 0,00%  |
| Bošnjaci             | 3          | 0,00%  |
| nepoznato            | 988        | 2,69%  |

| broj stanovnika | 23038 | 26110 | 31620 | 34256 | 37513 | 36885 | 36623 | 35701 |
|                 | 1948. | 1953. | 1961. | 1971. | 1981. | 1991. | 2001. | 2011. |

## Kultura
Vršac ima znamenitu povijesnu prošlost sa spomenicima od prapovijesti do današnjeg doba. Mnogobrojne karakteristične građevine iz 18. i 19. stoljeća, Gradska kuća, stara ljekarna (1783.), barokna zgrada "Dva pištolja", kuća u kojoj je živio i umro Jovan Sterija Popović, Vladičin dvor, crkve (Katolička crkva Sv. Gerharda od Sagreda je najveća katolička crkva u Srbiji, a bila je druga po veličini u SFRJ, odmah iza zagrebačke katedrale. Dovršena je 1863. godine i ima funkcionalne orgulje na kojima se redovito održavaju koncerti. Kapela Svetog Križa je najstarija katolička crkva u Banatu, čiju su gradnju započeli doseljenici 1720. godine, a završili 1728. godine. Pravoslavna crkva Sv. Oca Nikolaja sagrađena je 1785. godine i tada je bila najveći srpski pravoslavni hram sjeverno od Save i Dunava, stari park sa spomenicima, Narodni muzej (osnovan 1882. - najstariji muzej u Vojvodini), a glavno obilježje grada je stara kula stražara na Vršačkom brijegu iz ranog srednjeg vijeka simbol grada i najstariji zamak na teritoriju Vojvodine. Sve to je vrijedno spomena, a naročito manastir Mesić iz 18. stoljeća. U ovom gradu je rođen otac srpske drame Jovan Sterija Popović, najpoznatiji srpski slikar Paja Jovanović. Grad ima profesionalno kazalište, razvijena je izdavačka djelatnost u kojoj prednjači KOV - Književna općina Vršac. U gradu se održava Jesenski kazališni festival, međunarodni festival folklora.

## Gospodarstvo
Danas su od značaja vinogradarstvo, zanatstvo, trgovina i industrija. Vršačka vina su poznata širom zemlje. U okolini Vršca ima dosta izletišta i lovišta. U gradu je i poznati Centar za sportsko jedriličarstvo sa zračnom lukom. Osim toga tu su i izletišta Ritiševo, Straža, Parta, kanal DTD i umjetna jezera koja obogaćuju izvanrednu okolicu grada.

## Sport
Vršac je danas jedan od najznačajnijih sportskih centara u Vojvodini i Srbiji. Gradski klubovi natječu se u najjačim ligama u odbojci, tenisu, stolnom tenisu, košarci, taekwondou, šahu... Razvijen je paragliding, orijentacijsko trčanje, sportski ribolov, planinarstvo, atletika, biciklizam. Najpoznatiji i najtrofejniji je ženski košarkaški klub Hemofarm sa šest osvojenih titula prvaka države. Vršac ima lijep gradski stadion s oko 10.000 mjesta, moderni sportski kompleks Millennium Centar s oko 5.000 mjesta, nekoliko manjih sportskih dvorana, od kojih dvorana kemijske škole ima oko 1.500 mjesta, terena i igrališta.

## Poznate osobe
- Paja Jovanović
- Jovan Sterija Popović
- Vasko Popa
- Bora Kostić
- Zvonimir Grčman